# بخش آسانته آکیم شمالی
بخش آسانته آکیم شمالی نام ناحیهٔ در استان آشانتی کشور غنا است. پایتخت ان کونونگو ادوماسه است. جمعیت ان ۱۲۶٬۴۶۵ و مساحت ان ۱۴۶۲ ک.م. است. فرماندهٔ اجرایی ان جورج فریم پونگ می‌باشد.